# Ponte di vetro di Zhangjiajie
Il Ponte di vetro di Zhangjiajie è un ponte pedonale sospeso situato a Zhangjiajie, in Cina. Il ponte, costruito come attrazione turistica, ha il pavimento realizzato in vetro trasparente.
Il ponte, aperto al pubblico il 20 agosto 2016, misura 430 metri di lunghezza totale e 6 metri di larghezza ed è sospeso a circa 300 metri dal suolo. Il ponte attraversa il canyon tra due cim nel Parco forestale nazionale di Zhangjiajie, nella provincia cinese di Hunan. È progettato per reggere un peso di 800 persone alla volta. Il ponte è stato progettato da architetto israeliano Haim Dotan.
È il ponte sospeso realizzato in vetro più lungo del mondo.